# John Cafferty & The Beaver Brown Band
John Cafferty & The Beaver Brown Band (anteriormente conocido como Beaver Brown) es una banda estadounidense de rock formado en Narragansett, Rhode Island en 1972. La banda gozó de popularidad a lo largo de los años 80.
La formación actual está integrada por John Cafferty (vocalista y guitarra), Gary Gramolini (primera guitarra), Pat Lupo (bajista), Kenny Jo Silva (batería), Bobby Cotoia (hasta 2003) (teclado) y Michael "Tunes" Antunes (saxofonista). Sus primeros conciertos fueron en la zona litoral de Nueva Inglaterra y en los estados de Nueva York y Nueva Jersey siendo los resorts de la zona el escenario habitual.

## Historia
Su primer éxito vino de la mano de los sencillos Wild Summer Nights y Tender Years (ambos de 1980) con más de 10.000 copias vendidas y reproducida en varias emisoras de la costa atlántica. Sin embargo el grupo pasó sin pena ni gloria por parte de las principales discográficas del país debido a las comparaciones por parte de la crítica con Bruce Springsteen y la E Street Band hasta que el productor Kenny Vance, un fan del grupo les propuso que trabajaran en la banda sonora de una película inspirada en el grupo Eddie & The Cruisers. Tras emitirse a través de HBO aumentó el número de seguidores al igual que las ventas del álbum, el cual alcanzó el top 10 del Billboard 200 Chart. Con el reciente tirón publicaron On the Dark Side siendo número uno durante un mes. Su primer trabajo obtuvo el triple Disco de Platino por la RIAA.
En 1985 publicaron Tough All Over, el cual alcanzó el top 50. El sencillo: C.I.T.Y. fue el segundo single del grupo en entrar en el chart Mainstream Rock. Otro de sus sencillos: Voice of America's Sons fue parte de la banda sonora de la película de Sylvester Stallone: Cobra y Hearts on Fire en Rocky IV, protagonizada por el mismo actor.
Tres años más tarde publicarían Roadhouse pero no tuvo gran acogida entre sus fanes como el trabajo anterior. Aquel mismo año participaron en Eddie & The Cruisers II: Eddie Lives.
A lo largo de los años hubo varios cambios en la banda: en 1992 Kenny Jo Silva dejó el grupo y dos años después Pat Lupo, los cuales fueron sustituidos por Jackie Santos y Dean Casell respectivamente. Bobby Cotoia se retiró a causa de problemas de salud siendo sustituido por Steve Burke. El 3 de septiembre de 2004 falleció.
Parte de su repertorio ha aparecido en las bandas sonoras de múltiples películas, entre las que se encuentra There's Something About Mary.

## Miembros

### Actuales
- John Cafferty – voz, guitarra
- Gary Gramolini – guitarra
- Patrick Lupo – bajo
- Kenny Jo Silva – batería
- Michael "Tunes" Antunes – saxofón

### Anteriores
- Bobby Cotoia – piano, teclado †
- Paul "Cozy" Jackson – saxofón, teclado
- Fred Macari – saxofón
- Thom Enright – bajo, guitarra
- Steve Burke – teclado
- Dean Cassell – bajo

## Discografía

### Álbumes de estudio
| Álbum                                              | Detalles                                                                  | Posición en el Chart | Posición en el Chart |
| Álbum                                              | Detalles                                                                  | US                   | CAN                  |
| -------------------------------------------------- | ------------------------------------------------------------------------- | -------------------- | -------------------- |
| Eddie and the Cruisers Soundtrack                  | - Fecha de lanzamiento: 30 de agosto de 1983 - Discográfica: CBS Records  | 9                    | —                    |
| Tough All Over                                     | - Fecha de lanzamiento: junio de 1985 - Discográfica: Scotti Bros.        | 40                   | 37                   |
| Roadhouse                                          | - Fecha de lanzamiento: 18 de mayo de 1988 - Discográfica: Scotti Bros.   | —                    | —                    |
| Eddie and the Cruisers II: Eddie Lives! Soundtrack | - Fecha de lanzamiento: 18 de agosto de 1989 - Discográfica: Scotti Bros. | —                    | —                    |

### Recopilatorios
| Álbum                                                      | Detalles                                                                      |
| ---------------------------------------------------------- | ----------------------------------------------------------------------------- |
| Eddie and the Cruisers: The Unreleased Tapes               | - Fecha de lanzamiento: 22 de octubre de 1991 - Discográfica: Volcano Records |
| Eddie and the Cruisers: Live and in Concert                | - Fecha de lanzamiento: 22 de mayo de 1992 - Discográfica: Scotti Bros.       |
| John Cafferty and the Beaver Brown Band: Extended Versions | - Fecha de lanzamiento: 5 de octubre de 2004 - Discográfica: BMG              |

### Singles
| Año  | Single                    | Puesto en el chart | Puesto en el chart | Puesto en el chart | Álbum                                                |
| Año  | Single                    | US                 | US Main            | CAN                | Álbum                                                |
| ---- | ------------------------- | ------------------ | ------------------ | ------------------ | ---------------------------------------------------- |
| 1984 | "On the Dark Side"        | 7                  | 1                  | 19                 | Eddie and the Cruisers (soundtrack)                  |
| 1984 | "Tender Years"            | 31                 | 10                 | 75                 | Eddie and the Cruisers (soundtrack)                  |
| 1985 | "Tough All Over"          | 22                 | 1                  | 37                 | Tough All Over                                       |
| 1985 | "C-I-T-Y"                 | 18                 | 9                  | 30                 | Tough All Over                                       |
| 1985 | "Small Town Girl"         | 64                 | —                  | —                  | Tough All Over                                       |
| 1986 | "Voice of America's Sons" | 62                 | —                  | —                  | Tough All Over                                       |
| 1986 | "Hearts on Fire"          | 76                 | —                  | 68                 | Rocky IV (soundtrack)                                |
| 1988 | "Song and Dance"          | —                  | —                  | —                  | Roadhouse                                            |
| 1988 | "Pride and Passion"       | 66                 | —                  | —                  | Eddie and the Cruisers II: Eddie Lives! (soundtrack) |